# Керин, Людмила
Людмила Керин (словен. Ljudmila Kerin; 1 января 1923, Велики-Подлог — 31 июля 1944, Любно-об-Савини) — югославская словенская партизанка, участница Народно-освободительной войны, Народный герой Югославии.

## Биография
Семья Керин проживала в Велики-Подлоге. Отец Людмилы умер очень рано, что его жена очень тяжело переживала. Милка, как называли Людмилу в семье, училась в начальной школе родного села, окончила четыре класса частной школы в Кршко. После школы работала на участке, помогая матери воспитывать четверых братьев и сестёр. До войны встречалась с Францем Пацком, революционным деятелем, и увлеклась с его подачи изучением марксистской идеологии.
В начале войны на членов Коммунистической партии Югославии итальянцы устроили настоящую облаву: группа партийных деятелей была взята в заложники, многие из них были расстреляны. 30 июля 1941, Милка и Франц бежали через итальянско-немецкую границу в Доленьско, где в партизанском лагере Ново-Местской роты в Горянцах отдохнули и набрались сил. Некоторое время они провели на Фрати. Из Ново-Местской роты, у которой к концу октября появился свой лагерь на Брезовой-Ребре, Милка перешла в Козянско, где вышла на связь с Штирийским батальоном. 26 октября 1941 во время партизанского патрулирования Милка попала в руки немцев. Из Козьега она была переправлена в тюрьму в Кршко, а оттуда 12 декабря в Марибор. 7 января 1942 Милку депортировали в концлагерь Бори, откуда она сбежала с группой заключённых 28 апреля 1942. После побега Керин перебралась к сестре в Словень-Градец, где осталась на лето, хотя должна была идти к матери, которую насильно отправили в Эренфридерсдорф.
2 августа 1942 Людмила отправилась в Руше и при помощи деятелей СКМЮ вошла в состав Рушской роты. В составе роты она участвовала в боях за Погорье 3 ноября 1942, когда её рота сражалась в составе Погорского батальона. Керин была назначена секретарём политруководства 1-й роты, позднее стала политделегатом женского взвода. 3 декабря 1942 батальон в Йосипдоле-при-Рыбнице на Погорье вступил в схватку с немецкими полицейскими, и в ходе боёв был тяжело ранен комиссар 2-й группы отрядов Душан Кведер. Керин на следующий день вместе с раненым комиссаром прорывалась сквозь кольцо окружения в составе группы военных медиков. В Шкальских-Цирковцах зимой она ухаживала за Кведером и не участвовала в последнем бою Погорского батальона 8 января 1943 на Осанкарице.
В начале марта 1943 года Керин вернулась в оперативную группу. На горе Лимбарской она вступила в Засавский батальон, с мая 1943 года несла службу в Савинском батальоне Камникско-Засавского партизанского отряда. Там она занимала должности и командира, и политрука. Во второй половине июня 1943 года вступила во 2-й Погорский батальон. Незадолго до капитуляции Италии в Доленьске значительно увеличилось количество партизанских отряд, и в середине августа 1943 года от 2-го Погорского батальона отделилась группа, ставшая 6-й словенской ударной бригадой имени Славко Шландера. Милка оказалась в числе бойцов бригады. 17 октября 1943 Керин как делегат от женщин Штирии участвовала в I съезде Словенского антифашистского женского союза в Добрниче.
После образования 11-й словенской бригады имени Милоша Зиданшека Милка вернулась в Погорье. В 11-й бригаде она была заместительницей комиссара 1-го батальона. Участвовала в боях с 30 апреля по 1 мая 1944, когда 11-я бригада в составе 14-й словенской дивизии уничтожила в Мислине немецкий погранпост. В июле 1944 года бригада участвовала в обороне Любно, и в самом конце сражения 31 июля Людмила Керин была смертельно ранена.
21 июля 1953 была награждена посмертно званием Народного героя Югославии.